# Supuesto discurso de Stalin del 19 de agosto de 1939

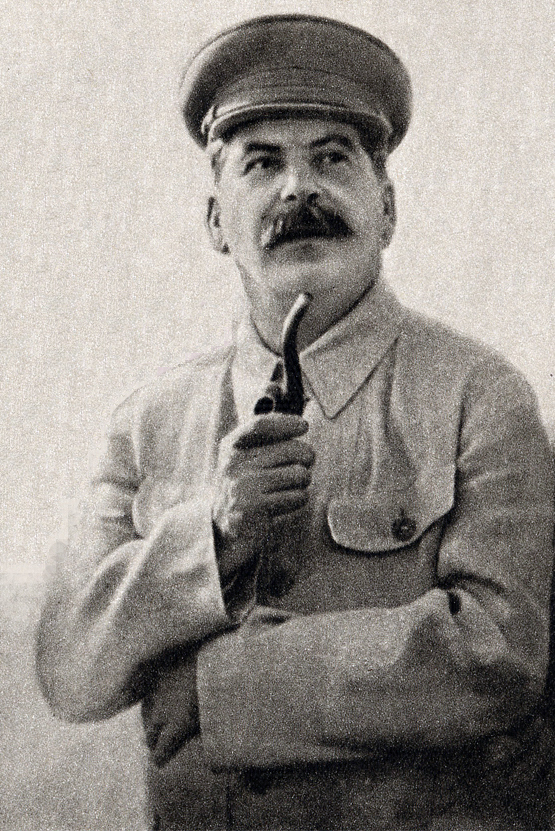
Iósif Stalin.

El supuesto discurso dado por Iósif Stalin, líder de la Unión Soviética, el 19 de agosto de 1939 a los miembros del Politburó, describió la estrategia de la Unión Soviética en vísperas de la inminente firma, el 23 de agosto de 1939, del Pacto Ribbentrop-Mólotov previa al inicio de la Segunda Guerra Mundial.
La historicidad del discurso sigue siendo objeto de debate académico. La evidencia textual plausible de este discurso encontrada en varios archivos reputados ha sido académicamente estudiada y publicada, sin embargo, todavía no se ha probado ninguna evidencia formal de primera mano de dicha reunión del Politburó sostenida el 19 de agosto de 1939 o la entrega del discurso citado. La versión en ruso del discurso (registrado como 7, op 1, 1223) se encuentra en el Centro de Documentos Históricos del antiguo Archivo Especial de la URSS. Los discursos dados en secreto eran comunes en ese momento, siendo el Politburó un cuerpo cerrado y reservado. También hay puntos de vista contrarios de que estas copias estaban destinadas originalmente como propaganda y desinformación. En consecuencia, hasta que los historiadores lleguen a un consenso, la discusión de los documentos que apoyan esta tesis se describe en este artículo como un "supuesto" discurso.
En estos informes, Stalin está representado como hablando de su visión estratégica del creciente conflicto en Europa, y su opinión de qué sería beneficioso para la agenda soviética, en la medida en que debilitaría a Occidente, permitiendo una posible expansión territorial.

## Resumen de documentos
En las fuentes materiales disponibles para los historiadores, Stalin está representado como expresando una expectativa de que la guerra sería la mejor oportunidad para debilitar tanto a las naciones occidentales como a la Alemania nazi, y hacer que Alemania sea adecuada para la "sovietización". También se esperaba la eventual expansión territorial de los países bálticos, Finlandia y Polonia, con la aprobación de las potencias occidentales o de Alemania.
Los historiadores que han estudiado estos documentos han sugerido que si tal discurso se llevó a cabo, lo que usualmente se considera plausible pero no probado, entonces este punto de vista pudo haber formado la base del pacto nazi-soviético de no agresión firmado en 1939, conocido como el Pacto Ribbentrop-Mólotov, que fue firmado apenas cuatro días después el 23 de agosto de 1939 acompañado del Protocolo adicional secreto.

## Material de origen y calendario

### Publicado por primera vez en 1939
La primera versión de este discurso se publicó, parcialmente, el 28 de noviembre de 1939, en el periódico Le Temps de París, por la agencia de noticias Havas enviada desde Ginebra. Desde entonces, varias versiones de contenido variable han estado en circulación.

### Stalin niega la noticia en el Pravda
En el Pravda del 30 de noviembre de 1939, día del estallido de la Guerra de Invierno, se le pidió a Stalin su opinión sobre el informe de su supuesto "discurso" hecho "al Politburó el 19 de agosto", en el que se dice que ha expresado la idea de que la guerra debería prolongarse tanto como sea posible, para que los beligerantes se agoten. Stalin afirmó que esto era una afirmación incorrecta, y fue citado por el Pravda diciendo:
1. Que no puede negarse que fueron Francia e Inglaterra las que atacaron a Alemania y, por consiguiente, son responsables de la guerra actual;
2. Que Alemania hizo propuestas de paz a Francia e Inglaterra, propuestas apoyadas por la Unión Soviética sobre la base de que el fin rápido de la guerra aliviaría la situación de todos los países y pueblos;
3. Que los círculos gobernantes de Inglaterra y Francia rechazaron groseramente las propuestas de paz de Alemania.

### Recuperación y asuntos de autenticidad
En 1994, la publicista rusa Tatiana S. Bushúyeva publicó una referencia archivística a causa del discurso en un artículo impreso en la revista Novy Mir (# 12, 1994), basado en lo que afirmaba eran descubrimientos recientes en el Archivo Especial soviético de un texto que, para ella, fue supuestamente registrada por un miembro del Comintern presente en la reunión.
El texto original no está disponible todavía. Bushúyeva también imprimió una traducción al ruso de una versión disponible en francés. Esto provocó otra oleada de especulaciones sobre el tema. Bushúyeva omitió mencionar que el referido expediente de archivo fue del archivo relacionado con los documentos del Estado Mayor General del Ejército Francés.

## Historicidad y debate
Si este discurso fue dado siempre por Stalin es todavía tema de disputa por los historiadores y hasta ahora ninguna prueba es aceptada unánimemente. Según el libro de Víktor Suvórov, M-Day, los historiadores soviéticos pusieron especial énfasis en demostrar que no hubo ninguna reunión del Politburó el 19 de agosto de 1939. Sin embargo, Suvórov afirma en su libro que el historiador militar ruso Dmitri Volkogónov encontró pruebas de que realmente tuvo lugar una reunión ese día.
Un artículo en la Otéchestvennaya Istóriya ((Historia de la patria), Отечественная история, 2004, N.º 1) de Serguéi Sluch (С.З. Случ) revisa críticamente la historia del "discurso de Stalin", su análisis textológico y posibles razones y fuentes de la posible falsificación. Carl Nordling, un estadístico e historiador aficionado finés, señaló algunas contratesis a la desaprobación de Sluch de la existencia de tal discurso.

### Citas
1. ↑  Carl O. Nordling, Did Stalin deliver his alleged speech of 19 August 1939? published by the Journal of Slavic Military Studies, 19:93-106, 2006 (Internet Archive).
2. ↑  Pacto Mólotov-Ribbentrop Texto del Pacto en español. Se incluye el Protocolo adicional secreto sobre Polonia, Rumania y los Estados Bálticos (Finlandia, Lituania, Letonia y Estonia)
3. ↑  "Weeks quotes heavily from a speech which Stalin allegedly gave at a meeting of the Politburo on 19 August 1939 just prior to the conclusion of the Nazi-Soviet non-aggression pact.
4. ↑  The archive files location: Centre for the Preservation of Collections of Historical Documents, former Soviet Special Archives; fund 7, list 1, file 1223, in Russian: Центр хранения историко-документальных коллекций, бывший Особый архив СССР, ф. 7, оп. 1, д. 1223
5. ↑  Vivos Voco: Я. Archivado el 28 de enero de 2007 en Wayback Machine.
6. ↑  Случ С.З. Советско-германские отношения в сентябре-декабре 1939 года и вопрос о вступлении СССР во Вторую мировую войну Archivado el 25 de noviembre de 2007 en Wayback Machine.